# Парораспределительный механизм

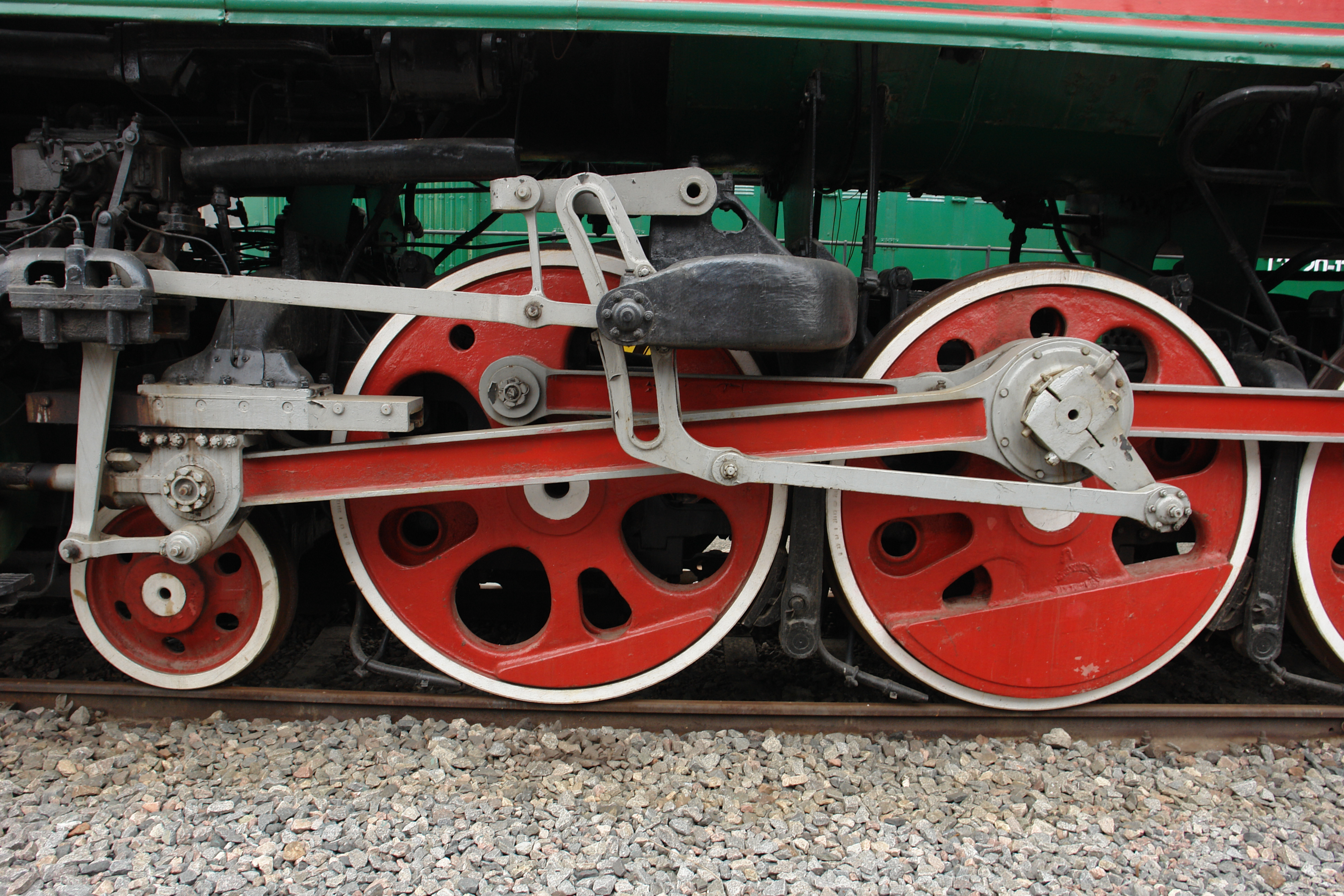
Парораспределительный механизм Вальсхарта (паровоз П36)

Парораспределительный механизм — основной компонент системы парораспределения поршневой паровой машины. Поначалу парораспределительный механизм лишь направлял пар попеременно в определённые области цилиндра, приводя тем самым поршень в движение, а также при необходимости изменяя направление движения (аналог современного реверсора), но со временем его конструкция стала позволять регулировать объём подачи пара в цилиндры (отсечку), тем самым позволяя более полно использовать возможности парового двигателя.

## История
История развития парораспределительного механизма естественным образом связана с развитием системы парораспределения. Основное преимущество системы парораспределения перед остальными узлами паровых машин заключается в том, что его легко было изучить с помощью индикатора и диаграммы снятых с него показаний.
На первых паровозах было вообще невозможно изменять расширение. Ранние парораспределительные механизмы были со свободным эксцентриком и поначалу применялись на паровых двигателях горнодобывающей промышленности и на судах. На паровозах такой механизм впервые стал применять Джордж Стефенсон в 1825 году (вероятно уже на «Локомоушн № 1»). Такой механизм был относительно прост, но давал применять лишь движение вперёд либо назад, без переменной отсечки. Вскоре стали применять перестанавливающие эксцентрики, но и такой механизм не позволял применять переменной отсечки, а также был весьма сложен в работе. Такой механизм применяли, например, на паровозе «Ракета» и однотипных. В 1832 году Вильямс Джеймс изобретает кулисный механизм, на котором концы эксцентриков впервые соединяются с помощью криволинейной кулисы и кулисного камня. Он был довольно прост в обслуживании, но на паровозе типа «0-2-0», на котором впервые был применён данный механизм, вскоре взорвался котёл, уничтожив при этом и парораспределительный механизм.
Повторно кулисный механизм изобрели в 1842 году сотрудники Robert Stephenson and Company Вильям и Хоу. Вскоре Роберт Стефенсон стал применять данный парораспределительный механизм на своих паровозах, из-за чего кулиса получила наименование кулиса Стефенсона. Интересно отметить, что данный механизм уже позволял регулировать угол отсечки, но учёные поначалу не обращали на это внимания. Первыми же обратили внимание на взаимосвязь угла отсечки и расхода пара машинисты. Так, машинисты дорог, где платили премию за экономию топлива, обратили внимание, что когда переводной рычаг стоит не в крайнем положении, а ближе к центру, то топлива расходуется меньше. Однако учёные-теоретики поначалу этот факт ставили под сомнение, пока в 1857 году профессор Цейнер не создал теорию парораспределения, в которой научно обосновал практические наблюдения машинистов.

## Разновидности парораспределительных механизмов
- механизм Стефенсона
- механизм Вальсхарта
  - механизм Бейкера
- механизм Джоя